# Eusebio Cañas
Eusebio Cañas (fl. XVIII secolo) è stato un traduttore spagnolo.

## Vita
Studente presso il seminario di Segorbe, ne fu espulso in quanto membro della Società di Gesù. Si installò allora in Italia, avvicinandosi al circolo intellettuale che gravitava attorno al conterraneo Manuel Lassala, anch’egli in esilio in uanto gesuita. Morì proprio in Italia nel 1809.

## Opera
La maggioranza delle opere conosciute di Cañas, oltre alcune poesie, afferisce al campo della traduzione. Ha tradotto diverse opere di Manuel Lassala, come Dido Abbandonata, La Partita d'Eneas, oltre che al Pigmalione di Jean-Jacques Rousseau.